# فرمانده ارشد
فرمانده ارشد (انگلیسی: General Commander) یک فیلم ویدئویی اکشن آمریکایی محصول سال ۲۰۱۹ به کارگردانی فلیپ مارتینز و راس کلارکسون با بازی استیون سیگال است. این فیلم در تاریخ ۲۸ مه ۲۰۱۹ منتشر شد.

## داستان
یک مامور سی‌آی‌ای “استیون سگال” که به خاطر کشته شدن یکی از افراد تیمش می‌خواهد انتقام بزرگی بگیرد… 